# منوچهر حقانی‌پرست
منوچهر حقانی پرست (۶ فروردین ۱۳۳۰ – ۱۳ مهر ۱۳۸۹) کارگردان و فیلمبردار اهل ایران بود.

## زندگی هنری
منوچهر حقانی پرست در سال ۱۳۳۰ در تهران متولد شد. وی دارای مدرک تحصیلی کاردانی رشته فیلم‌برداری و کارشناسی ارشد رشته کارگردانی سینما از مرکز هنرهای زیبای رم (ایتالیا) بود. او فعالیت‌های سینمایی خود را از سال ۱۳۵۶ به عنوان فیلمبردار در وزارت فرهنگ و هنر آغاز کرد و نخستین بار در سال ۱۳۶۰ کارگردانی سینما را تجربه نمود. «توجیه» اولین فیلم او در جایگاه کارگردان، با بازی مجید مجیدی و جعفر دهقان بود٬ این فیلم در بخش تصویر انقلاب یازدهمین جشنواره بین‌المللی فیلم مقاومت، انقلاب و دفاع مقدس، به عنوان فیلم برگزیده بخش مسابقه معرفی شد. او همچنین پایه‌گذار «آموزشگاه سینمایی نوآور» بود. وی در سال‌های پایانی زندگی، به تدریس رشته‌های کارگردانی و فیلمبرداری در دانشکده هنرهای زیبا و دانشگاه صداوسیما اشتغال داشت.

## فیلم‌شناسی

### کارگردانی سینما
- جنگل‌بان
- مدرک جرم
- توجیه
- فیلم کوتاه «احساس»[۱]

### فیلمبرداری سینما
- سوءظن (فیلم)
- کنار برکه‌ها
- عقود

### سایر عوامل
- توبه نصوح

## درگذشت

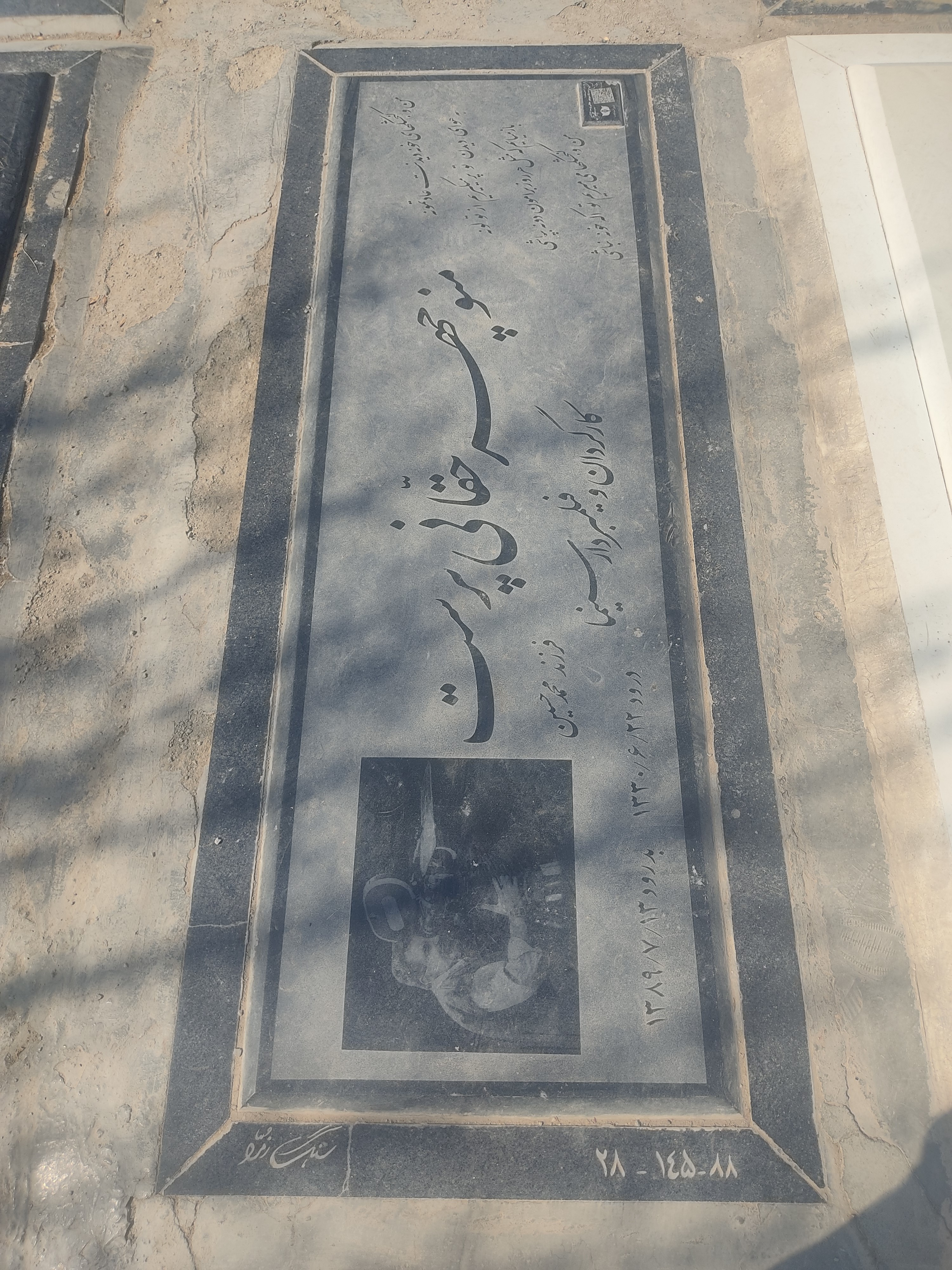
قبر منوچهر حقانی‌پرست در قطعه هنرمندان بهشت زهرا

منوچهر حقانی پرست روز سه شنبه ۱۳ مهر ۱۳۸۹در سن ۵۹ سالگی به دلیل سکته مغزی در بیمارستان فیروزگر تهران درگذشت. مراسم تشییع پیکر او روز پنج شنبه ۱۵ مهر ۱۳۸۹ در مقابل حوزه هنری سازمان تبلیغات اسلامی برگزار و در قطعه هنرمندان بهشت زهرا به خاک سپرده‌شد.